# Pavonia calcicola
Pavonia calcicola är en malvaväxtart som först beskrevs av Nathaniel Lord Britton, och fick sitt nu gällande namn av Ehman. Pavonia calcicola ingår i släktet påfågelsmalvor, och familjen malvaväxter. Inga underarter finns listade i Catalogue of Life.